# Almindelig kantarel
Almindelig Kantarel (Cantharellus cibarius) er en almindeligt forekommende svamp i Europa. 

## Beskrivelse
Svampehatten vokser frem i halvkugleform, men får hurtigt den karakteristiske, tragtform med bølget rand og en diameteren på op til 10 cm. Lamellerne er gaffeltdelte og løber langt ned ad stokken. Overgangen mellem hat og stok er uskarp.
Almindelig kantarel er mycorrhizadanner med mange træarter. Den vokser i skov sammen med bøg, eg, birk og på heden, hvis der står fyrretræer i nærheden. Svampekødet er æggegult og fast med en skarp smag, som dog forsvinder ved tilberedning. Dufter svagt af tørrede abrikoser. 
Bliver er 3-10 centimeter høj, hvoraf stokken udgør 2-6 centimeter. Stokken er 0,5-1,5 centimeter tyk.

## Voksested
Almindelig kantarel kan træffes over hele landet i løvskov og nåleskov og ved kanten af birkemoser. Da svampen danner mycorrhiza, stiller den det krav, at der skal være træer i nærheden. Den vokser mest frodigt på fattig jordbund med passende sur jord, eksempelvis i moser og skove med morrbund. Den kan ses allerede i juli, efter at det har regnet meget, men er mest almindelig i august og kan findes helt frem til november.

## Anvendelse
Ofte kan man nøjes med at børste kantareller rene. Ellers skylles de fri for jord under rindende vand. De kan som andre svampe tørres, svitses på panden eller stuves. 